# Jan van Themseke
Jan van Themseke (Brugge, ca. 1499 - 1578) was een edelman en schout van Brugge en het Brugse Vrije.

## Levensloop
De familie Van Themseke was een van de zeventien beenhouwersfamilies die het ambacht van de beenhouwers in Brugge in handen hadden. Tegen de vijftiende eeuw waren de Van Themsekes over het algemeen zelf geen uitoefenaars van het beroep meer, maar waren ze opgeklommen tot voorname burgers, bestuurders van stad en streek en behoorden ze stilaan tot de adel.
Jan Van Themseke was een zoon van schout Joris van Themseke en van Jacqueline van Coudenhove. Hij trouwde met Johanna van der Laen en ze hadden vijf dochters.
Hij behoorde tot de raadgevers van de landvoogd in de Zuidelijke Nederlanden en werd in 1572 benoemd tot schout van Brugge en het Brugse Vrije.
In 1576 werd hij verkozen tot hoofdman van de Gilde van Sint-Sebastiaan. Hij werd in 1578 plechtig in deze functie geïnstalleerd, maar overleed nog datzelfde jaar. Door de dood ontsnapte hij aan het lot dat zijn vader, Joris Van Themseke, onderging. Hij, die ook schout was geweest, werd begin 1580 door het calvinistisch bestuur verbannen en overleed datzelfde jaar in Keulen.
Het is opvallend dat Everard Van Themseke, jongere zoon van Joris en broer van Jan, in datzelfde jaar 1580 raadslid werd van Brugge en het jaar daarop schepen, binnen een calvinistisch bestuur. Zoals in vele families heerste bij de van Themsekes verdeeldheid over de religieuze voorkeur.